# Jeanette Wässelius
Marie Jeanette Wässelius, bekannt als Wässelia oder Mamsell Wässelia (* 31. August 1784 in Stockholm; † 3. Dezember 1853), war eine schwedische Opernsängerin und Schauspielerin. Sie war die Schwester von Justina Casagli.

## Leben
Marie Jeanette Wässelius wurde als Tochter von Johan Isak Wässelius und dessen erster Frau geboren. Nach ihrem Tod heiratete er erneut. Seine neue Frau war Sofia Ulrika Essén und sie hatten mehrere Kinder, darunter Justina Casagli. Die Familie lebte in Stockholm, und zur Zeit seiner zweiten Ehe war Johan Isak Wässelius ein Tapetenfabrikant. Im Alter von etwa neun Jahren wurde sie als Schülerin an der Königlichen Oper und am Königlichen Dramatischen Theater engagiert, wurde 1800 als erste Schauspielerin an der Oper fest angestellt und galt als eine der Besten ihres Fachs. Im Jahr 1815 wurde sie zur Hofsängerin ernannt und am 4. Juni 1817 zum Mitglied der Königlich Schwedischen Musikakademie gewählt. Sie genoss eine privilegierte Stellung an der Oper; zusammen mit Justina Casagli und Samuel Ahlgren gehörte sie zu den wenigen Mitarbeitern, die ein festes Gehalt anstelle von Gewinnbeteiligung erhielt und somit von der Konjunktur des Theaters unabhängig war. Gemessen am Betrag war sie lange Zeit die bestbezahlte Darstellerin: 1400 RD (riksdaler), mit Carolina Kuhlman als nächster mit einem Gehalt von 1300 RD, und nur Louis Deland und Jean Baptiste Édouard Du Puy mit 1800 bzw. 1600 RD hatten höhere Gehälter.
Man sagte ihr nach, dass sie eine gute Gesangsstimme, die als klar, resonant und flexibel beschrieben wurde, mit ausgezeichneten schauspielerischen Fähigkeiten verband. Allerdings wurde sie manchmal wegen ihres Aussehens verspottet; insbesondere in der Zeitschrift Polyfem erhielt sie wegen ihrer flachen Figur den Spitznamen „Mamsell Gurka“, was durch die damalige Mode der hochgeschlossenen Empirekleider und deren geraden Schnitt noch verstärkt wurde. Wässelia galt als gewissenhafte Arbeiterin. 
1820 wurde Wässelius, obwohl auf dem Höhepunkt ihres Könnens und als Schwedens führende Opernprimadonna, entlassen. Bekannt ist nur aus dem Bericht von Henriette Widerberg, das Du Puy ihre Entlassung betrieben hatte. Widerberg, die Du Puy ebenfalls nicht ausstehen konnte, profitierte von der Entlassung und löste Wässelius als Primadonna auf der Bühne ab. 
Jeanette Wässelius erhielt als Hofsängerin eine „Vorzugspension erster Klasse“ und zusätzlich 400 RD pro Jahr. Da zum Zeitpunkt ihrer Pensionierung keine Stelle aus der Rentenkasse frei war, zahlte das Opernhaus die Rente selbst bis eine Stelle frei wurde. Wässelius scheint nach ihrer Pensionierung ein angenehmes Leben geführt haben zu können. Sie verbrachte die Jahre 1820–1827 in Paris, und bei ihrem Tod betrug ihr Nachlass 1000 RD. Sie starb unverheiratet und kinderlos.

## Rollen
Sie zeichnete sich anfangs durch Operettenrollen aus. Ihre erfolgreichsten waren „Laura“ in Léon ou Le Château de Monténéro und „Sophie“ in Sargines ou L’Elève de l’amour von Nicolas Dalayrac, die „Antigone“ in Mussorgskis Ödipus von Athen, die „Constance“ in Les deux journées  von Luigi Cherubini und die Titelrolle in Romeo und Julia von Daniel Steibelt.
Im Jahr 1809 wurde sie für ihre Darstellung in Le calife de Bagdad von François-Adrien Boieldieu an der Seite von Gustav Åbergsson und Inga Åberg gelobt. 1810 sang sie erfolgreich die Hauptrolle in Iphigénie en Aulide von Christoph Willibald Gluck an der Seite von Gertrud Elisabeth Forsselius als „Klytämnestra“, „Schwedens Schutzengel“ in heroischen Oper Gustav Wasa von Leopold Koželuh und erneut zusammen mit Inga Åberg Les Prétendus (schwedisch „Fästmännerna“) von Jean-Baptiste Lemoyne.
Weitere Rollen waren „Lisette“ in La Mélomanie von Stanislas Champein (1796–1797),„Melisse“ in Renaud von Antonio Sacchini (1800–1801), „Lina“ in Operacomiquen (1803–1804), „Amelina“ in Léhéman ou La Tour de Neustadt von Dalayrac (1804–1805), „Madame de Villeroux“ in Monsieur Des Chalumeaux von Pierre Gaveaux (1807–1808), „Elise“ in Une Heure de Mariage von Dalayrac (1808–1809), „Clorinda“ in Cendrillon von Nicolas Isouard (1810–1811), „Emilie“ in Les Maris garçons von Henri Montan Berton (1812–1813), „Constance“ in Mozarts Entführung aus dem Serail und „Julia“ in Steiberts Romeo und Julia (1814–1815) sowie „Mathilda“ in Joconde ou Les Coureurs d’aventures von Isouard (1819–1820).